# Myszkowice (Ukraina)
Myszkowice (ukr. Мишковичі, Myszkowyczi) – wieś na Ukrainie, w obwodzie tarnopolskim, w rejonie tarnopolskim, nad Seretem. Wieś liczy 2071 mieszkańców.
Miejscowość została założona w 1564. W II Rzeczypospolitej należała do gminy wiejskiej Mikulińce w powiecie tarnopolskim województwa tarnopolskiego. 
W czasie okupacji niemieckiej ukraiński mieszkaniec wsi Mychajło Kormyło ukrywał Żydów, za co w 1992 roku Instytut Jad Waszem uhonorował go pośmiertnie tytułem Sprawiedliwego wśród Narodów Świata.

## Urodzeni w Myszkowicach
- Stanisław Brzozowski – polski inżynier budowy mostów, profesor Politechniki Lwowskiej i Politechniki Śląskiej[3].

## Linki zewnętrzne

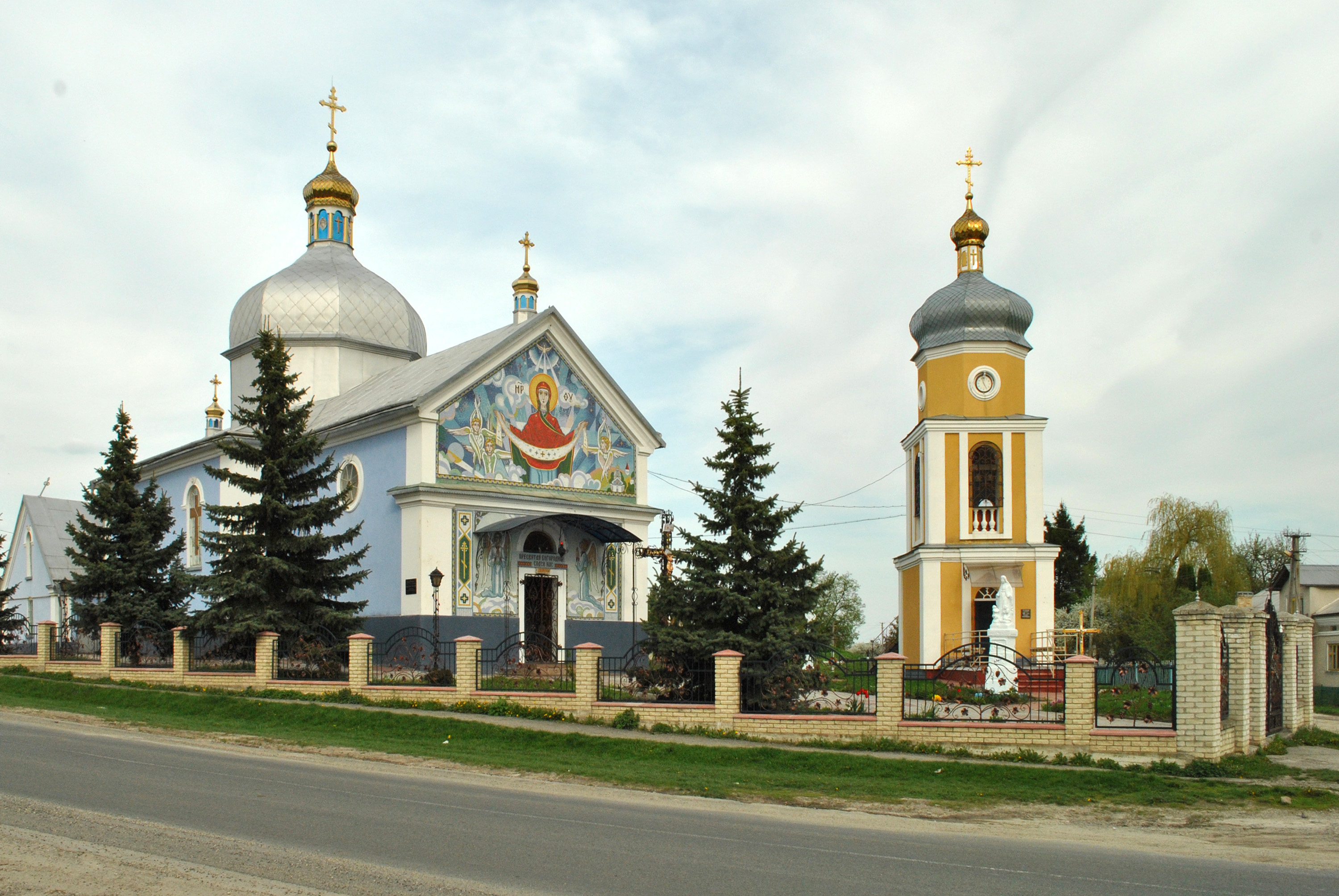
Cerkiew